# Улица Шварцо
Улица Шварцо (лит. Švarco gatvė) — короткая, около 140 м, улица в Старом городе Вильнюса. Пролегает между улицами Диджёйи и Гаоно и состоит из трёх домов с южной стороны, напротив которых расположен сквер Константинаса Сирвидаса (Konstantino Sirvydo skveras).

## Название и история
Название улицы связано обязано ремесленнику немецкого происхождения Шварцу или Шварцасу, владевшему домами на этой улице. По утверждению Адама Гонория Киркора, Шварц научил жителей Вильно делать качественные кирпичи. Источники упоминают некоего К. Шварца, который в XVII веке приобрёл здание, отремонтировал и продал в 1699 году Академии и университету виленскому Общества Иезуитов . Улица называлась переулком Шварца (Шварцовый переулок, Szwarcowy zaułek, ulica Szwarca), в советское время — переулок Сянасис (Старый переулок, Senasis skersgatvis)
Улица располагалась на северо-востоке старинного еврейского квартала. Здания с северной стороны улицы были разрушены во время Второй мировой войны и не были восстановлены. На месте прежней застройки был разбит сквер. Сохранившиеся с южной части здания упоминаются в середине XVI века: деревянный и каменный дома приобрёл Сигизмунд Август, здания были объединены и в 1636 году переданы иезуитам. Стараниями иезуитов была возведена высокая каменная ограда.
В 1804 году императорский Виленский университет приобрёл образовавшийся архитектурный ансамбль за 11 тысяч голландских дукатов. Входящие в этот комплекс дома университет использовал как жильё для приглашаемых из-за границы профессоров. Наиболее известный из них в истории города — профессор Йозеф Франк.
В 1993—1994 годах здания были отреставрированы и в них разместились посольство Франции, канцелярия, центр французской культуры.

## Характеристика

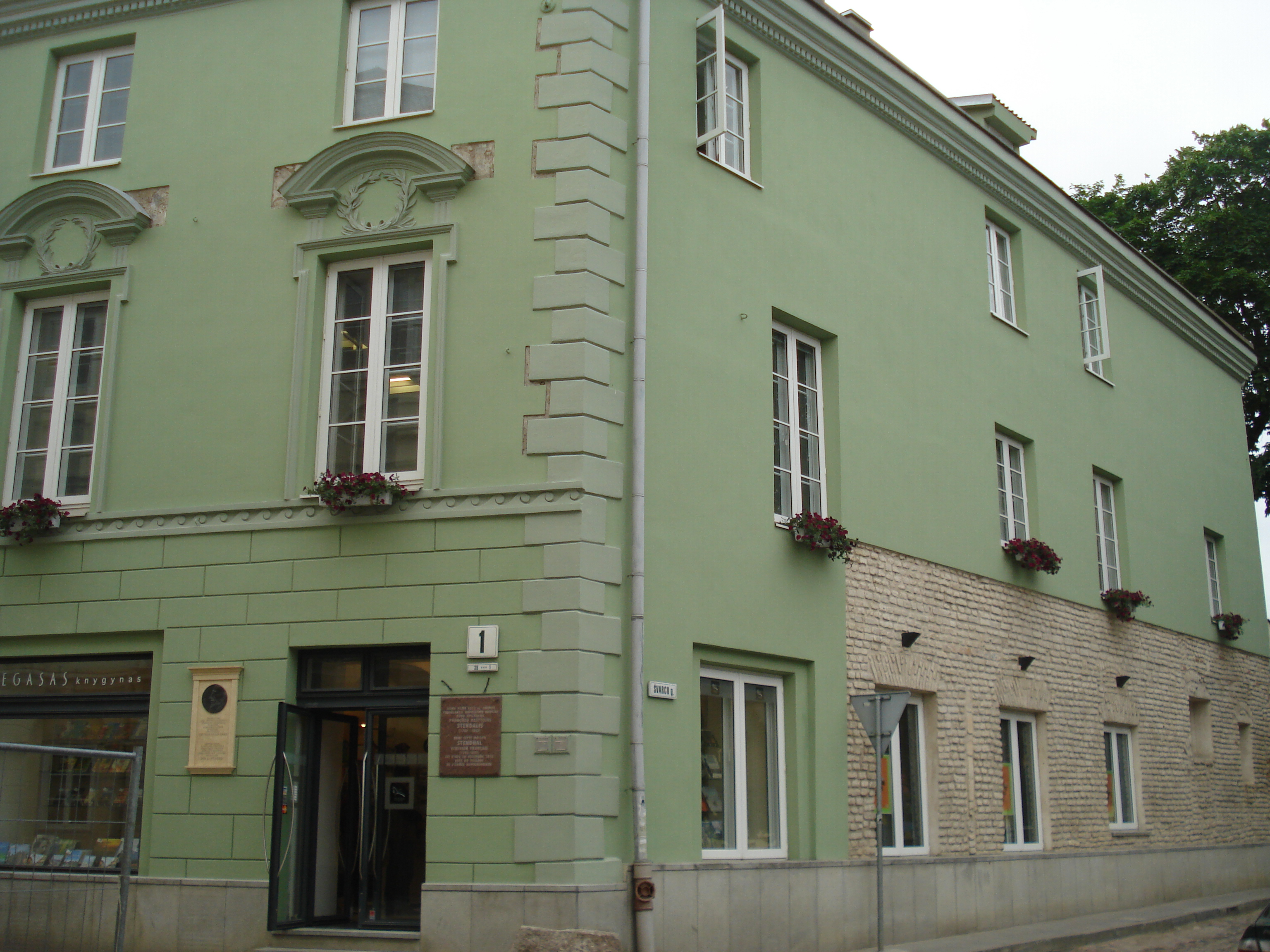
Дом Франка на углу Диджёйи и Шварцо

Улица вымощена булыжником и относится к категории D — категории вспомогательных улиц, предназначенных для доступа транспорта на небольшие территории и подъезда к отдельным зданиям. Движение по улице одностороннее от улицы Диджёйи к перекрёстку с улицей Гаоно.

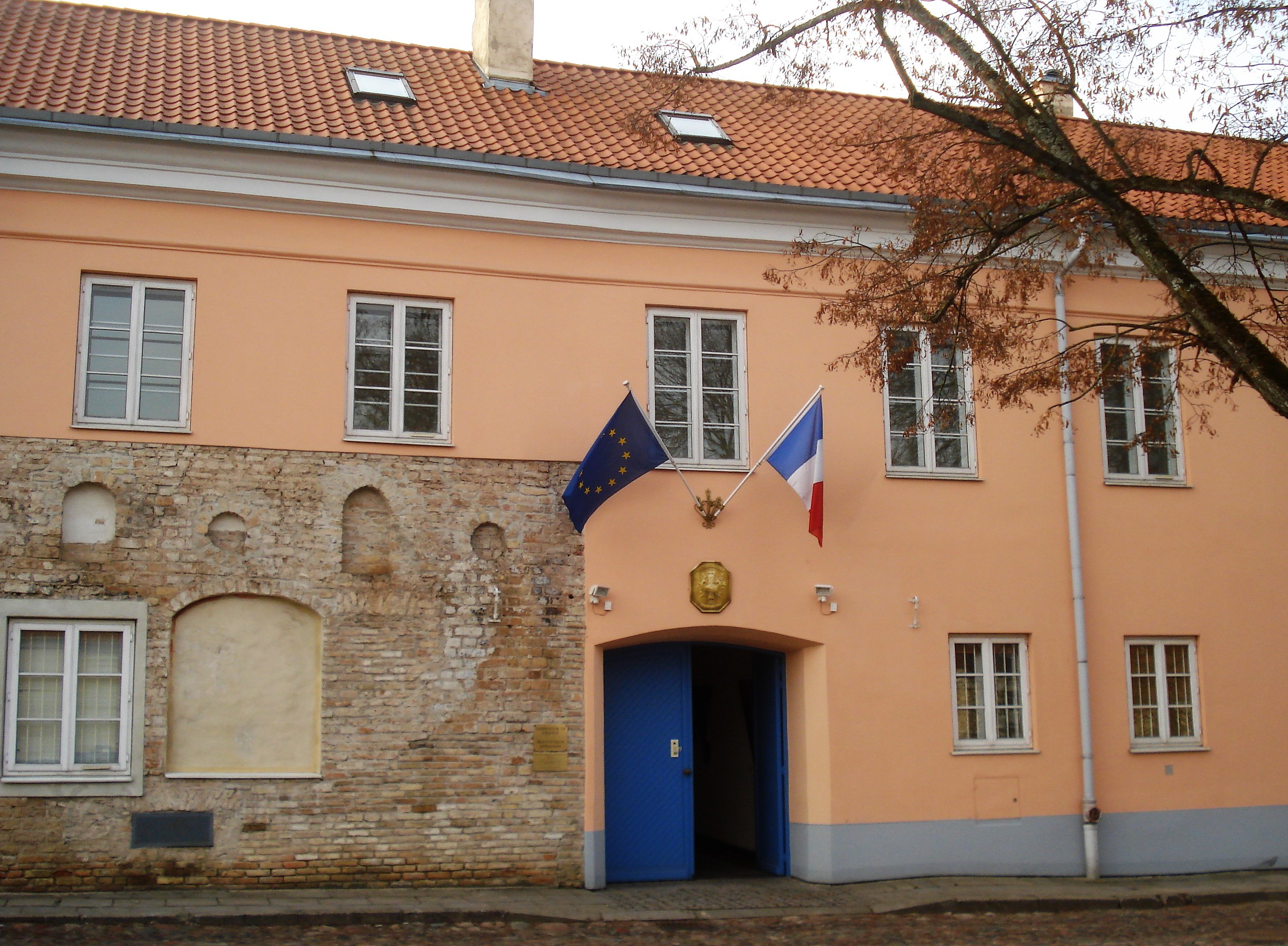
Посольство Франции

Маршруты общественного транспорта по улице Шварцо не пролегают. Ближайшие остановки автобусов находятся на улице Вокечю (автобус 88) и улице Майронё (автобусы 10, 33, 88).
Средняя высота над уровнем моря местности, по которой пролегает улица, достигает 111 м. Это сравнительно низкое место в Вильнюсе, где 87 % улиц расположено выше. 
На улицу выходят фасада трёх домов: угловой дом улицы Диджёйи, известный как дом Франка, соединённые в один дом два здания под номером 1 (Švarco g. 1), и угловой дом улицы Гаоно. В доме под номером 1 и прилегающих зданиях, образующих архитектурный ансамбль, с 1995 года располагается посольство Французской Республики в Литве. Между домом Франка и зданием посольства тянется высокая каменная ограда.